# Eriomoeszia eriocauli
Eriomoeszia eriocauli är en svampart som först beskrevs av G.P. Clinton, och fick sitt nu gällande namn av Vánky 2005. Eriomoeszia eriocauli ingår i släktet Eriomoeszia och familjen Ustilaginaceae.   Inga underarter finns listade i Catalogue of Life.